# Maščevanje (TV-serija)
Maščevanje (izvirno Revenge) je ameriška dramska  televizijska serija, ki se predvaja na televiziji ABC, v kateri imata glavni vlogi Madeleine Stowe in Emily VanCamp. Začela se je 21. septembra 2011. Maja 2012 je ABC serijo obnovil za drugo sezono, ki se je začela septembra 2012 in se končala maja 2013. Maja 2013 je ABC serijo obnovil za tretjo sezono, ki se bo začela septembra 2013.
V Sloveniji serijo predvaja POP TV od 8. oktobra 2012 (termin: vsak ponedeljek okoli 22:10). Prva sezona se je iztekla 11. marca 2013.

## Zgodba
Mlada lepotica Emily Thorne se preseli v prestižno sosesko Hamptons. Na videz izredno prijateljska, lepo vzgojena in preprosta mladenka si s svojim šarmom in radodarnostjo hitro odpre vrata v najprestižnejše domove v soseski. Toda nihče ne ve, da je Emily tu nekoč že živela in da jo žene le maščevanje. Ko je bila stara 9 let, so njenemu očetu njegovi sosedje, ki jim je zaupal, podtaknili zločin, za katerega je bil obtožen na dosmrtno ječo. Takrat je svojega očeta, ki je kasneje umrl v zaporu, videla zadnjič. Danes, 17 let kasneje, je Emily odločena, da bo uresničila svoje maščevanje in popravila krivice iz preteklosti.

## Pregled sezon
| Sezona | Sezona | Epizode | Prvo predvajanje v ZDA (ABC) | Prvo predvajanje v ZDA (ABC) | Prvo predvajanje v Sloveniji (POP TV) | Prvo predvajanje v Sloveniji (POP TV) | Prvo predvajanje v Sloveniji (POP TV) |
| Sezona | Sezona | Epizode | Premiera sezone              | Finale sezone                | Premiera sezone                       | Finale sezone                         |                                       |
| ------ | ------ | ------- | ---------------------------- | ---------------------------- | ------------------------------------- | ------------------------------------- | ------------------------------------- |
|        | 1      | 22      | 21. seprember 2011           | 23. maj 2012                 | 8. oktober 2012                       | 11. marec 2013                        |                                       |
|        | 2      | 22      | 30. september 2012           | 12. maj 2013                 | /                                     | /                                     |                                       |
|        | 3      | /       | /                            | /                            | /                                     | /                                     |                                       |

## Pomembnejše nagrade in priznanja
| Leto | Nagrade                               | Kategorija                             | Nominiranec     | Rezultat    |
| ---- | ------------------------------------- | -------------------------------------- | --------------- | ----------- |
| 2012 | People's Choice Awards                | Najljubša nova dramska serija          | Maščevanje      | nominiran/a |
| 2012 | Zlati globusi                         | Najboljša igralka v dramski seriji     | Madeleine Stowe | nominiran/a |
| 2012 | Television Critics Association Awards | Najboljša nova serija                  | Maščevanje      | nominiran/a |
| 2013 | People's Choice Awards                | Najljubša dramska serija na televiziji | Maščevanje      | nominiran/a |